# Järnvägsolyckan i Huddinge 2014
Järnvägsolyckan i Huddinge 2014 inträffade 6 januari 2014 strax efter 23:30 då ett godståg spårade ur i Huddinge, söder om Stockholm.  Olyckan inträffade strax efter 23:30 men ingen skadades. Innan olyckan inträffade hade ett persontåg av modell X2000 passerat sträckan där lokföraren larmat trafikledningen om att det är något fel och att tåget eventuellt kört på något föremål. Men enligt SVT vidtogs inga särskilda åtgärder från Trafikverket bortsett från att larma ut servicepersonal, trots att trafiken på spåret enligt reglerna omedelbart måste stoppas. 
Mats Hollander, dåvarande kommunikationsdirektör för företaget som körde tåget berättade för Sveriges Radio om att tåget som spårade ur hade ungefär samma egenskaper som vanliga persontåg, och att det lika gärna kunnat vara ett persontåg fullt med passagerare som spårat ur.
I efterhand har Trafikverket konstaterat att växeln på banan både var sliten och att reparation inte utförts, och att just den växeln var känd för att ha lösa bultar.